# László Szomjas
László Ferenc Szomjas (ur. 31 maja 1904 w Tiszalök, zm. 31 maja 1991) – węgierski strzelec, olimpijczyk. Brat strzelca Gusztáva Szomjasa.

## Życiorys
Brał udział w zawodach strzeleckich podczas Letnich Igrzysk Olimpijskich 1924, na których wystartował w trzech konkurencjach. Indywidualnie zajął 19. miejsce w trapie (wśród 44 strzelców). W rundzie pojedynczej do sylwetki jelenia drużynowo osiągnął ostatnią szóstą pozycję wśród sklasyfikowanych zespołów (miał najsłabszy wynik w węgierskiej reprezentacji).
László Szomjas, podobnie jak brat i ojciec, badał zachowania ptaków. W 1923 roku otrzymał dyplom od Węgierskiego Instytutu Ornitologicznego za zasługi na tym polu. W 1962 roku został zawodowym myśliwym w Gombáspuszta. W 1968 roku zachorował z powodu kleszczowego zapalenia mózgu. Po rekonwalescencji był w dalszym ciągu zaangażowany w badania ornitologiczne.

## Wyniki

### Igrzyska olimpijskie
| Igrzyska   | Konkurencja                                     | Wynik                           | Miejsce | Źródło |
| ---------- | ----------------------------------------------- | ------------------------------- | ------- | ------ |
| Paryż 1924 | Runda pojedyncza do sylwetki jelenia, drużynowo | 97 pkt. (druż.) 21 pkt.         | 6       | [ 4 ]  |
| Paryż 1924 | Trap                                            | 90 pkt.                         | 19      | [ 2 ]  |
| Paryż 1924 | Trap, drużynowo                                 | 321 pkt. (druż.) 84 pkt. (ind.) | 10      | [ 5 ]  |